# Zhangjiagang
Zhangjiagang (张家港市; Pinyin: Zhāngjiāgǎng Shì) is een stad en een arrondissement in de prefectuur Suzhou in de Chinese provincie Jiangsu. Bij de volkstelling van 2020 had de stad zelf 1.055.893 inwoners, het arrondissement had 1.432.044  inwoners. Met de naastgelegen stad Jiangyin vormt het een agglomeratie van 3,2 miljoen inwoners.
De satellietstad van Suzhou ligt ten noorden van het stadscentrum van Suzhou aan de rechteroever van de Yangtze, zo'n 140 km in vogelvlucht ten noordwesten van het stadscentrum van Shanghai.
Zhangjiagang is de thuisbasis van de staalreus Shagang Group die er ook een grote staalfabriek heeft. Dit bedrijf is een van de grootste staalproducenten wereldwijd.